# 550 г. пр.н.е.

## Събития

### В Азия

#### Във Вавилония
- Набонид (556 – 539 г. пр.н.е.) е цар на Вавилония.[1]

#### В Мала Азия
- Около тази година започва строителството на храма на Артемида в Ефес.[2]

#### В Персия
- Царят на Аншан Кир II (559 – 530 г. пр.н.е.), постига решителна победа във войната (553 – 550 г. пр.н.е) срещу мидийския цар Астиаг (585/4 – 550/49 г. пр.н.е.) като превзема столицата Екбатана и покорява обширното мидийско царство.[3]
- Със завоеванията си Кир поставя началото на Персийската (Ахеменидска) империя.[3]

### В Африка

#### В Египет
- Фараон на Египет е Амасис II (570 – 526 г. пр.н.е).[4]

#### В Картаген
- Около тази година Магон I (ок. 550 – 530 г. пр.н.е.) взима властта в Картаген и управлява като монарх поставил началото на династията на Магонидите.[5]

### В Европа
- Около тази година след като постига победи в Сицилия, картагенският генерал Малхус води неуспешен поход в Сардиния, за да затвърди контрола над острова.[6][7]
- В периода 550 – 530 г. пр.н.е. твори поета Теогнид Мегарски.[2]